# 海港冰川 (維多利亞地)
海港冰川（英語：Harbour Glacier），是南極洲的冰川，位於維多利亞地的斯科特海岸，流經威爾遜皮德蒙特冰川，最終在庫盧瓦崖以東注入格蘭納特港，現時由南極條約體系管理。